# Le Molière imaginaire
Pour plus de détails, voir Fiche technique et Distribution.
Le Molière imaginaire est un film français réalisé par Olivier Py et sorti le 14 février 2024. Il s'agit d'un film en partie biographique mais basé sur des évènements principalement imaginaires entourant la mort de Molière.

## Synopsis
Le 17 février 1673, Molière et sa troupe se produisent sur la scène du théâtre du Palais-Royal à Paris. Le célèbre dramaturge ne sait pas qu'il joue Le Malade imaginaire pour la dernière fois.

## Fiche technique
Sauf indication contraire, les informations mentionnées dans cette section peuvent être confirmées par la base de données cinématographiques IMDb,  présente dans la section « Liens externes ».
- Titre original : Le Molière imaginaire
- Réalisation : Olivier Py
- Scénario : Olivier Py et Bertrand de Roffignac
- Musique : N/A
- Décors : Pierre-André Weitz
- Costumes : Yvett Rotscheid
- Photographie : Luc Pagès
- Montage : Lise Beaulieu
- Production : Mathieu Verhaeghe et Thomas Verhaeghe
- Société de production : Atelier de Production
- Société de distribution : Memento Distribution (France)
- Budget : N/A
- Pays de production :  France
- Langue originale : français
- Format : couleur
- Genre : comédie dramatique, biographie, historique
- Durée : 94 minutes
- Dates de sortie[2] :
  - France : 8 janvier 2024 (avant-première au Comœdia à Lyon)
  - France : 14 février 2024

## Distribution
- Laurent Lafitte : Molière
- Stacy Martin : Armande Béjart
- Jeanne Balibar : Madeleine Béjart
- Jean-Damien Barbin : Chapelle
- Bertrand de Roffignac : Michel Baron
- Émilien Diard-Detoeuf : La Grange
- Gray Orsatelli : le duc de Bellegarde
- Céline Chéenne : Catherine de Brie
- Eva Rami : La Beauval
- Pierre-André Weitz : La Thorillière
- Judith Magre : la marquise de Rohan
- Dominique Frot : la marquise d'Aiguillon
- Catherine Lachens : la marquise de Sablé
- Olivier Py : le marquis de Roffignac
- Olivier Balazuc : le marquis de Fresquières
- Philippe Girard : l'archevêque de Paris
- Christian Morand : le père Martin
- Jean-Philippe Lafont : le père Poquelin (père de Molière)
- Jean-François Perrier : le docteur Rohault
- Marie-Christine Orry : madame Laforêt
- Stéphanie Berger : mademoiselle La Grange
- Clément Roy : le duc de Guiche
- Enzo Verdet : le valet
- Pierre Lebon : l'arlequin
- Chloé Py : la mort

## Production

### Genèse et développement
Réalisateur et coscénariste du film, Olivier Py explique que l'idée est venue en plein confinement lié à la pandémie de Covid-19 : « J’avais plusieurs projets mais je me suis aperçu que celui concernant Molière les concentrait tous. L’idée d’abord de filmer les dernières heures de quelqu’un. Que se passe-t-il lorsqu’on approche de la mort ? » Il précise par ailleurs que le scénario est bâti largement à partir d'évènements imaginaires :

« Il n’existe aucune lettre ni aucun manuscrit de lui. On est donc forcé d’imaginer ce qui s’est passé au cours de cette nuit incroyable où il est mort en scène, jouant sa propre mort et se vouant lui-même à la mort. En revanche nous avons la lettre d’Armande à l’archevêque au lendemain de la mort de Molière, missive dont je me suis beaucoup inspiré. Il existe également un document historique qui est le registre de Lagrange et qui apparaît dans le film. Ce n’est pas un document littéraire. Il y décrit le décès de manière factuelle. C’est presque glacial. [...] Je ne suis pas historien. Je fais un travail de poète. Je rêve sur Armande, sur Baron et toutes celles et tous ceux qui l’ont entouré. J’aime cette idée de rêver,. »

— Olivier Py
Il s'agit d'un projet par ailleurs très personnel pour Olivier Py, qui avait plus jeune joué Le Malade imaginaire sous la direction de Jean-Luc Lagarce, alors mourant.

### Tournage

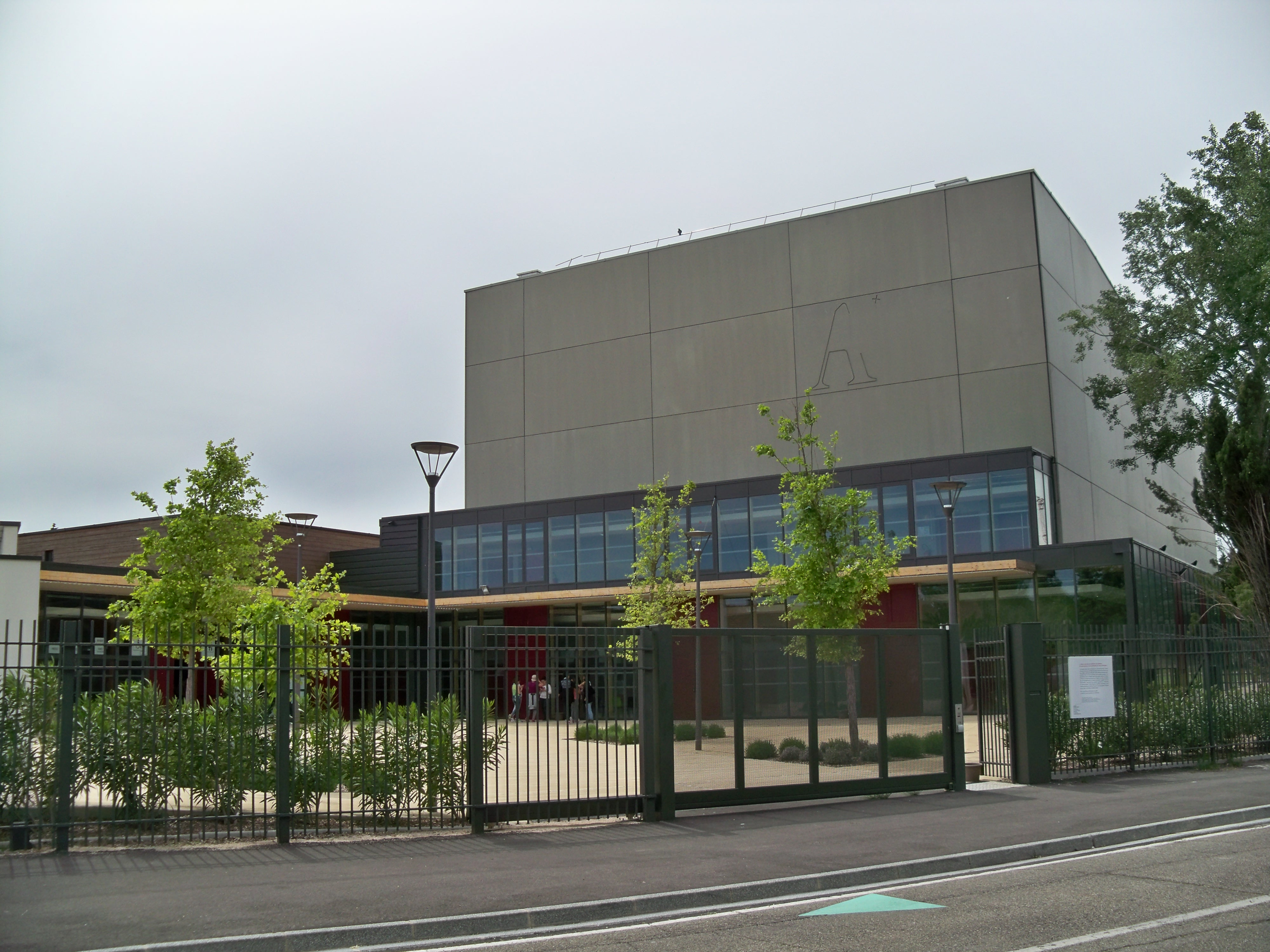
La Fabrica d'Avignon

Le tournage a lieu à La Fabrica, une salle de spectacle située à Avignon,.
Olivier Py a voulu réaliser son film en plan-séquence, inspiré par La Corde (1948) d'Alfred Hitchcock : « Lorsque j’ai commencé à réfléchir à ce film, il y avait l’idée d’un lieu unique permettant le plan séquence. Et aussi cette cavalcade vers la mort qui est rendue inéluctable parce que justement sans plan de coupe. » La plupart des scènes sont par ailleurs éclairées avec des bougies.
L'équipe a notamment dû recréer le Théâtre du Palais-Royal sur lequel existent peu d'informations.